# Мали човек (филм из 1957)
Мали човек је југословенски филм из 1957. године. 	

## Улоге
| Глумац                   | Улога            |
| ------------------------ | ---------------- |
| Емил Рубен               | Миша             |
| Мира Ступица             | Нада             |
| Раде Марковић            | Баја             |
| Илија Џувалековски       | Иследник         |
| Бранко Плеша             | Столе            |
| Михајло Викторовић       | Стева            |
| Љиљана Марковић          | Вера             |
| Фрањо Тума               | Ратко            |
| Никола Поповић           |                  |
| Бранка Веселиновић       | покрадена жена   |
| Вука Костић              | Мара Ружић       |
| Ацо Алексов              |                  |
| Столе Аранђеловић        |                  |
| Деса Берић               |                  |
| Никола Милић             |                  |
| Софија Перић Нешић       |                  |
| Миливој Поповић Мавид    |                  |
| Бора Тодоровић           |                  |
| Велимир Бата Живојиновић | Младић на забави |
| Крум Стојанов            |                  |

Комплетна филмска екипа  ▼
| Редитељ                   | Живан Жика Чукулић      |                     |
| Сценариста                | Живан Жика Чукулић      |                     |
| Сценариста                | Светолик Маричић        |                     |
| Сценариста                | Јосип Новак             |                     |
| Сценариста                | Ђорђе Радишић           |                     |
| Продуцент                 | Михајло Рашић           | продуцент           |
| Композитор                | Бојан Адамич            |                     |
| Композитор                | Иво Тијардовић          |                     |
| Директор фотографије      | Јосип Новак             |                     |
| Монтажер                  | Марија Фукс             |                     |
| Монтажер                  | Маја Лазаров            |                     |
| Монтажер                  | Нева Паскуловић Хабић   |                     |
| Сценограф                 | Миомир Денић            |                     |
| Уметнички директор        | Милан Васић             |                     |
| Костимограф               | Божана Јовановић        |                     |
| Одсек за шминку           | Ванда Петровић          | шминкерка           |
| Менаџер продукције        | Александар Кировски     | вођа снимања        |
| Менаџер продукције        | Михајло Рашић           | директор филма      |
| Менаџер продукције        | Миомир Мики Стаменковић | организатор         |
| Помоћник режије           | Светолик Маричић        | помоћник редитеља   |
| Помоћник режије           | Димитре Османли         | помоћник редитеља   |
| Уметнички одсек           | Јован Радић             | сет дизајнер        |
| Одсек за звук             | Драгољуб Гојковић       | тонски сарадник     |
| Одсек за камеру и расвету | Секула Бановић          | пратилац камере     |
| Одсек за камеру и расвету | Душан Гајић             | пратилац камере     |
| Одсек за камеру и расвету | Живорад Милић           | фотограф            |
| Одсек за камеру и расвету | Милан Милојевић         | вођа расвете        |
| Одсек за камеру и расвету | Ђорђе Николић           | пратилац камере     |
| Остала екипа              | Александар Кировски     | асистент продукције |
| Остала екипа              | Нада Недељковић         | секретар режије     |